# Christophe Ono-dit-Biot
Pour les articles homonymes, voir Ono, Biot et CODB.
 (octobre 2013).
Si vous disposez d'ouvrages ou d'articles de référence ou si vous connaissez des sites web de qualité traitant du thème abordé ici, merci de compléter l'article en donnant les références utiles à sa vérifiabilité et en les liant à la section « Notes et références ».
Christophe Ono-dit-Biot, né au Havre le 24 janvier 1975, est journaliste, écrivain français et directeur adjoint de la rédaction de l’hebdomadaire Le Point, où il est notamment responsable des pages « Culture ».

## Biographie

### Études et premiers écrits
Né au Havre le 24 janvier 1975, Christophe Ono-dit-Biot passe sa jeunesse sur la côte normande (Octeville-sur-Mer). Après une hypokhâgne et une khâgne à Paris au lycée Janson-de-Sailly, il poursuit des études littéraires consacrées aux écrivains de la fin du XIXe siècle, dits « décadents », auxquels il consacre un diplôme d'études approfondies (DEA) de littérature comparée.
En 1995, parallèlement à ses études, il se retrouve dans le milieu de l’Internet qui se développe en France. Il travaille pour une entreprise anglaise qui le charge de créer des sites destinés à montrer les potentialités de ce nouveau média. Il publie quotidiennement sur Internet, en 1995, son journal intime, Le Journal de l’énervé, récit de ses jours et de ses nuits et « blog » avant l’heure. Frédéric Taddeï le repère et lui consacre un reportage dans l’émission Nulle part ailleurs, sur Canal+, tourné dans sa chambre d’étudiant. Le Figaro consacre sa dernière page à cette expérience alors inédite (« Ma vie en ligne au jour le jour »).

### Premières publications
En 1996, il publie son premier texte (« Pour une fin de siècle plus énervée ») dans la revue NRV fondée par Frédéric Beigbeder. Puis, dans la même revue, il publie le récit du voyage à Cuba qui servira de matrice à son premier roman, Désagrégé(e).
Après avoir obtenu l’agrégation de lettres modernes, il est nommé professeur de français en banlieue parisienne et travaille dans une agence de publicité. En 2000, il publie chez Plon son premier roman, Désagrégé(e), puis commence à collaborer au magazine ELLE. Il publie plusieurs reportages, sur la jeunesse libanaise après la guerre, ou les artistes chinois du « political pop art » (Sui Jianguo (en), Yue Minjun, Zhang Xiaogang).
En 2002, il publie chez Plon son deuxième roman, Interdit à toute femme et à toute femelle.

### Journaliste et écrivain
En 2002, il commence à collaborer au Point, qui le charge de plusieurs reportages. Entre autres, il couvre le quintuple meurtre du Grand-Bornand, suit Nicolas Sarkozy, alors ministre, à New York et Washington. Il commence à se rendre en Birmanie, où il enquête sur le trafic de rubis et de méthamphétamines, ainsi que sur la junte militaire. En décembre 2004, il est envoyé à Phuket et Khao Lak, en Thaïlande, que le tsunami vient de dévaster.
En 2004, il publie chez Plon/Pocket son troisième roman, Génération spontanée, qui obtient le prix de la Vocation décerné par la Fondation Marcel Bleustein-Blanchet. 
En 2005, il intègre le service politique du Point, comme grand reporter. À ce titre, il couvre la campagne présidentielle de 2007.
En 2007, il publie Birmane, qui reçoit le prix Interallié. Christophe Ono-dit-Biot signe plusieurs tribunes à la une du Monde et de Libération, et se rend à l’Élysée avec une délégation d’écrivains dont Bernard-Henri Lévy, Pascal Bruckner, et André Glucksmann, pour demander au président de la République qui s’apprête à partir en Chine, d’intervenir auprès de Pékin en faveur des prisonniers politiques et notamment d'Aung San Suu Kyi, prix Nobel de la paix 1991.

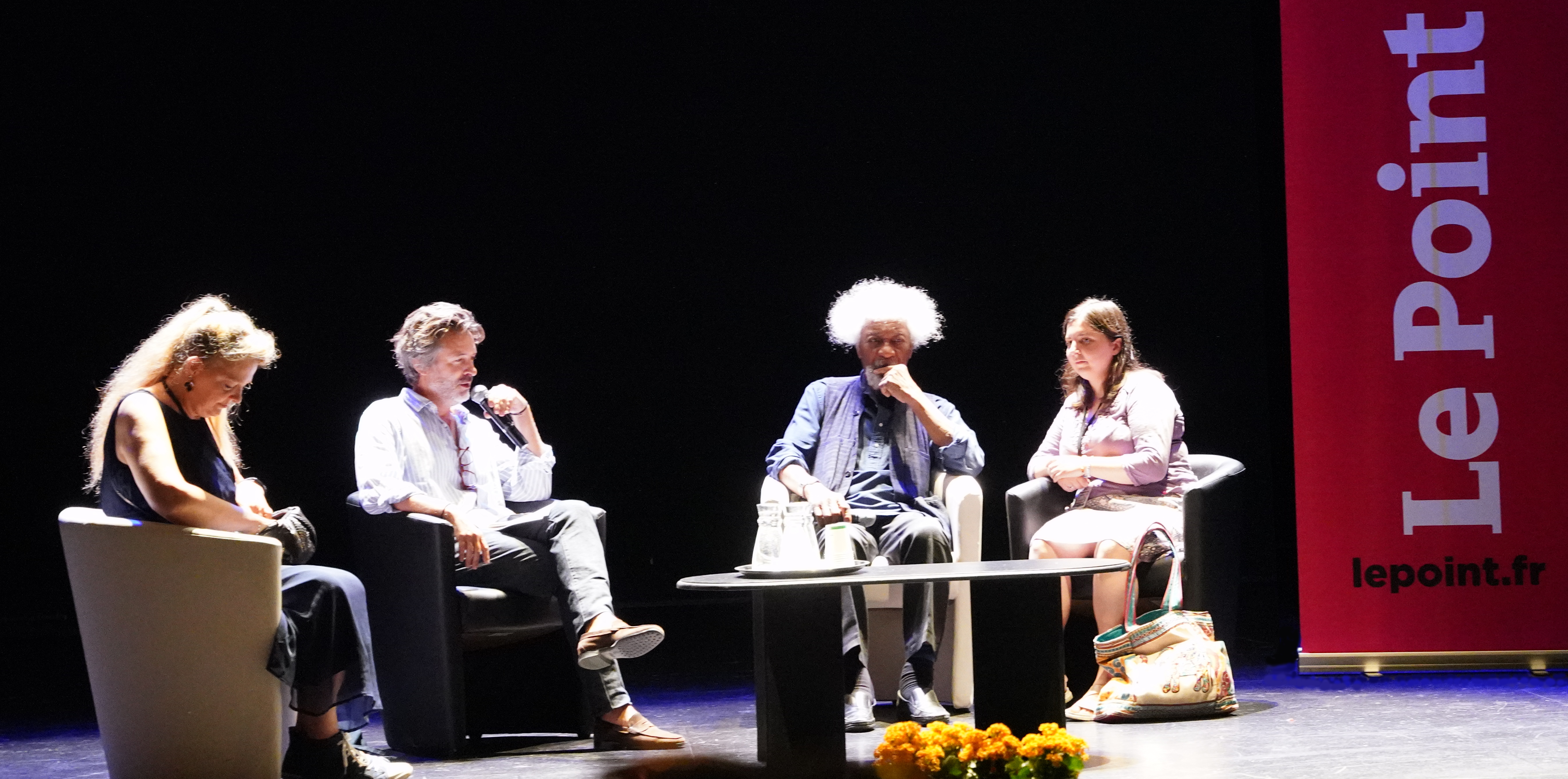
Entretient avec Wole Soyinka en 2023.

En août 2007, Christophe Ono-dit-Biot est nommé par Franz-Olivier Giesbert rédacteur en chef du service culture du Point. Il collabore à plusieurs émissions de télévision, comme En aparté sur Canal+ et Bateau Livre sur France 5, et de radio, notamment sur Europe 1. En 2009, il écrit et présente pour France 2 le documentaire Cannes confidentiel, tourné et diffusé pendant le Festival de Cannes 2009 : il y suit acteurs, réalisateurs, producteurs, distributeurs, afin de dresser un état des lieux du cinéma contemporain. En septembre 2009, il intègre l’équipe de La Matinale de Canal+, dans laquelle il assure la chronique culture. En janvier 2010, il est nommé directeur adjoint de la rédaction du Point. Il tient une chronique littéraire sur France Info et poursuit dans La Matinale où il a sa propre interview, « La Promesse de l’aube » en hommage à Romain Gary. Il y reçoit personnalités du monde culturel, médiatique ou politique, comme Jacques Perrin, Moebius, Eminem ou Laurent Fabius. De septembre 2011 à juin 2012, il est chroniqueur dans l'émission hebdomadaire Avant-premières présentée par Élisabeth Tchoungui sur France 2. À partir de septembre 2014, il reprend les émissions littéraires d'Augustin Trapenard Le Carnet d'or et Le Carnet du libraire sur France Culture.
En octobre 2011, il publie, chez Flammarion, Ciels d’orage, un livre d'entretiens avec l'auteur-dessinateur et cinéaste Enki Bilal.
En août 2013, il publie Plonger, roman qui reçoit le Grand prix du roman de l'Académie française et le prix Renaudot des lycéens. L'œuvre est ensuite adaptée au cinéma par Mélanie Laurent pour le film Plonger, sorti en 2017.
Il est membre du jury du prix Sévigné.

## Œuvres

### Romans
- 2000 : Désagrégé(e), Paris, Plon ; réédition, Pocket, coll. « Nouvelles voix » no 11344, 2003  (ISBN 2-266-11391-7)
- 2002 : Interdit à toute femme ou femelle, Paris, Plon ; réédition, Pocket, coll. « Nouvelles voix » no 11940, 2004  (ISBN 2-266-13342-X)
- 2004 : Génération spontanée, Paris, Plon ; réédition, Pocket, coll. « Nouvelles voix » no 12340, 2005  (ISBN 2-266-14694-7)
- 2007 : Birmane, Paris, Plon ; réédition, Pocket no 13689, 2008  (ISBN 978-2-266-18279-9)
- 2013 : Plonger, Paris, Gallimard ; réédition, Gallimard, coll. « Folio » no 5885, 2014  (ISBN 978-2-07-046345-9)
- 2017 : Croire au merveilleux, Paris, Gallimard  (ISBN 978-2-07-011832-8)
- 2022 : Trouver refuge, Paris, Gallimard  (ISBN 9782072885693)

### Autres publications
- 2005 : Le Goût de la Birmanie, choix et présentation de textes, Paris,(Mercure de France  (ISBN 2-7152-2572-5)
- 2011 : Ciels d’orage (entretiens avec Enki Bilal), Paris, Flammarion ; réédition, Pocket no 16025, 2014  (ISBN 978-2-266-25257-7)
- 2019 : Nuit espagnole avec Adel Abdessemed, collection Ma Nuit Au Musée, Stock[3]
- 2019 : La Minute antique - Quand les Grecs et les Romains nous racontent notre époque, Éditions de l'Observatoire[4]
- 2025 : Mer intérieure, Éditions de l'Observatoire

## Distinctions
- Prix Edmée-de-La-Rochefoucauld 2001, Désagrégé(e)
- Prix littéraire de la Vocation 2004, Génération spontanée
- Prix Vol de nuit, Génération spontanée
- Prix Interallié 2007, Birmane
- Grand prix du roman de l'Académie française 2013, Plonger [5]
- Prix Renaudot des lycéens 2013, Plonger

## Adaptation cinématographique
- 2017 : Plonger, film français réalisé par Mélanie Laurent, adaptation du roman éponyme, avec Gilles Lellouche et María Valverde